# سارة لويز ديلاني
سارة لويز ديلاني (بالإنجليزية: Sarah Louise Delany)‏ هي كاتِبة أمريكية، ولدت في 19 سبتمبر 1889 في مقاطعة كامبل في الولايات المتحدة، وتوفيت في 25 يناير 1999 في ماونت فيرنون في الولايات المتحدة.

## وصلات خارجية
- سارة لويز ديلاني على موقع قاعدة بيانات برودواي على الإنترنت (الإنجليزية)